# Volgelsheim
Volgelsheim (Volgelse in alemanno) è un comune francese di 2 691 abitanti situato nel dipartimento dell'Alto Reno nella regione del Grand Est.

## Società

### Evoluzione demografica
Abitanti censiti

## Galleria d'immagini

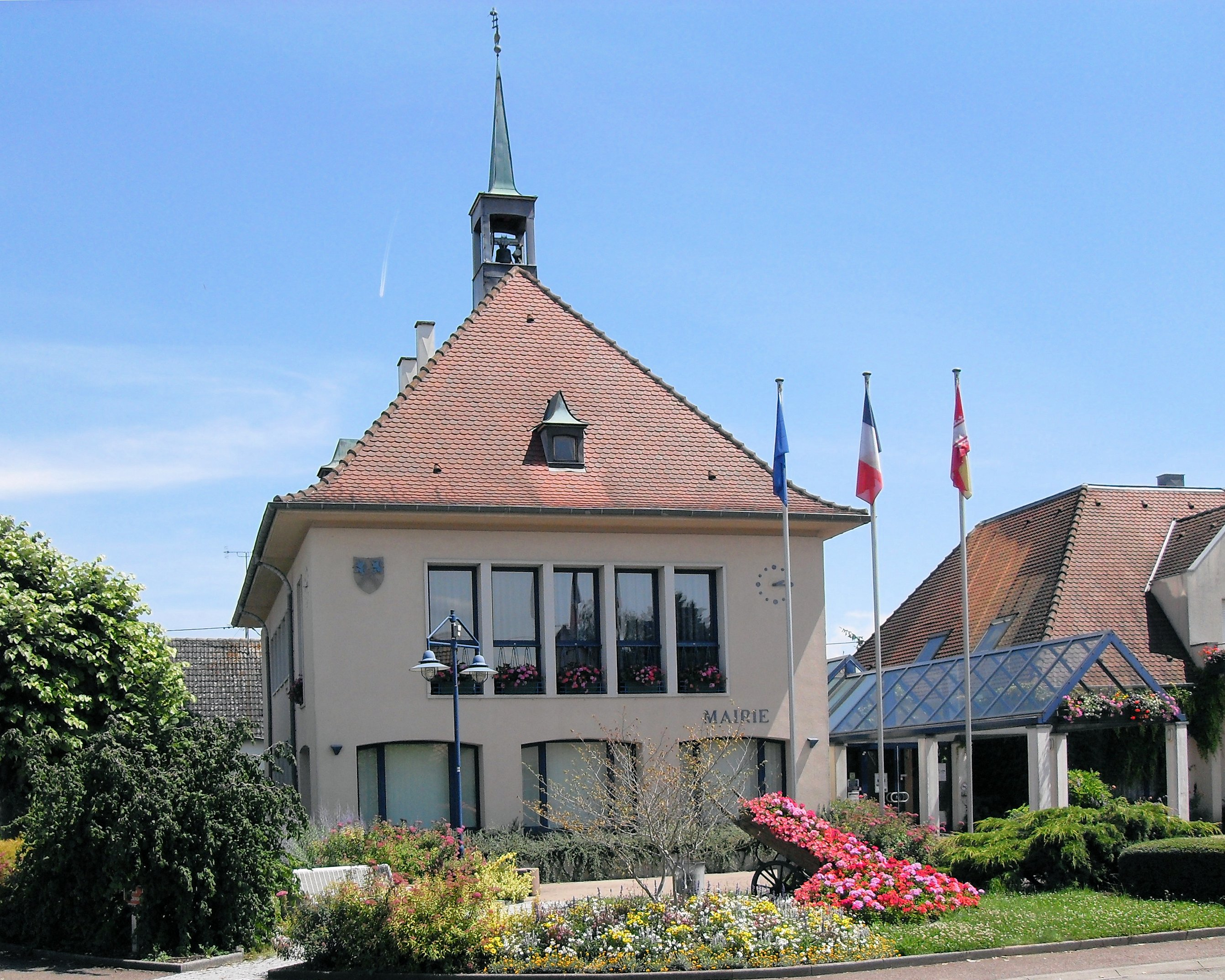
municipio
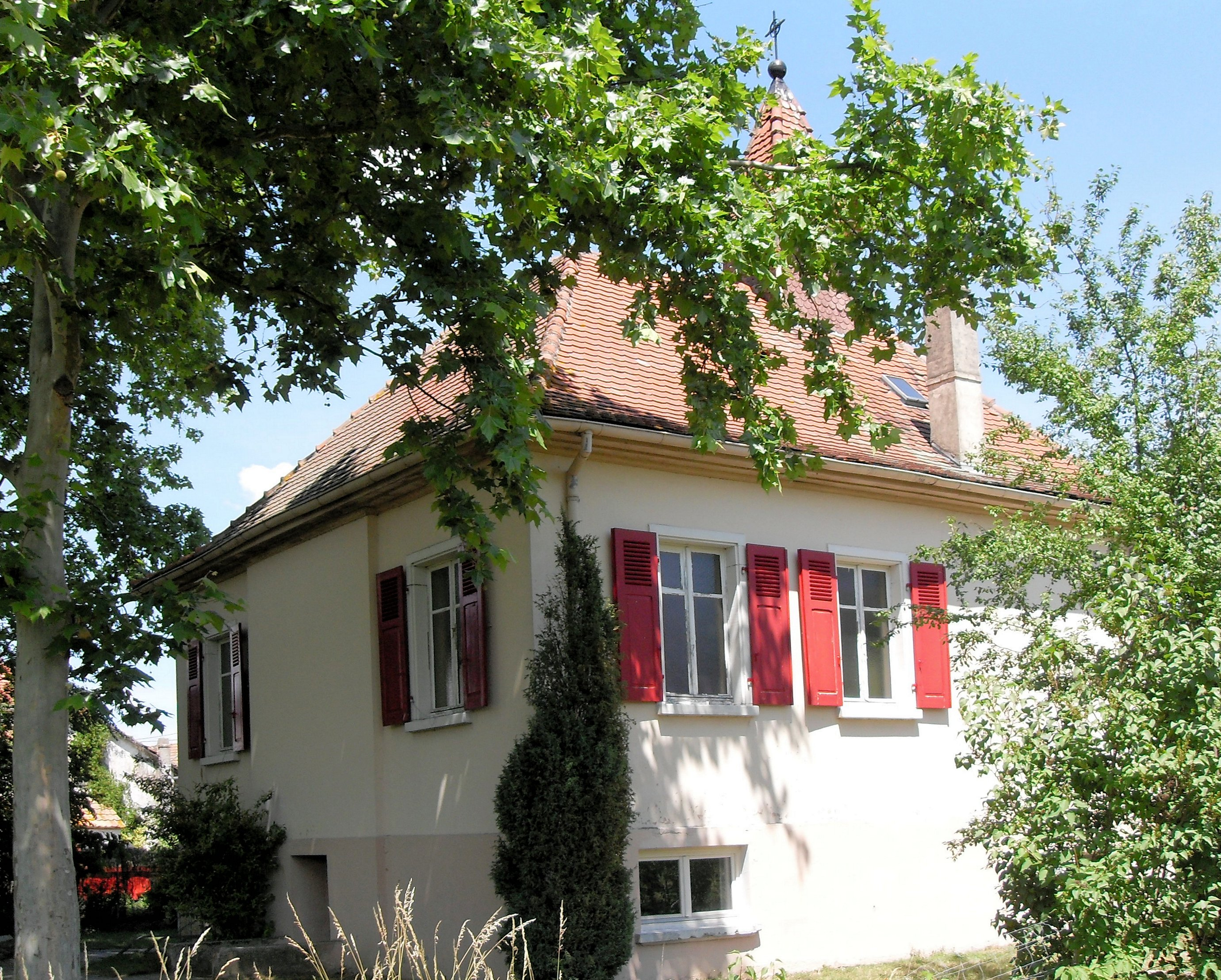
cappella evangelica
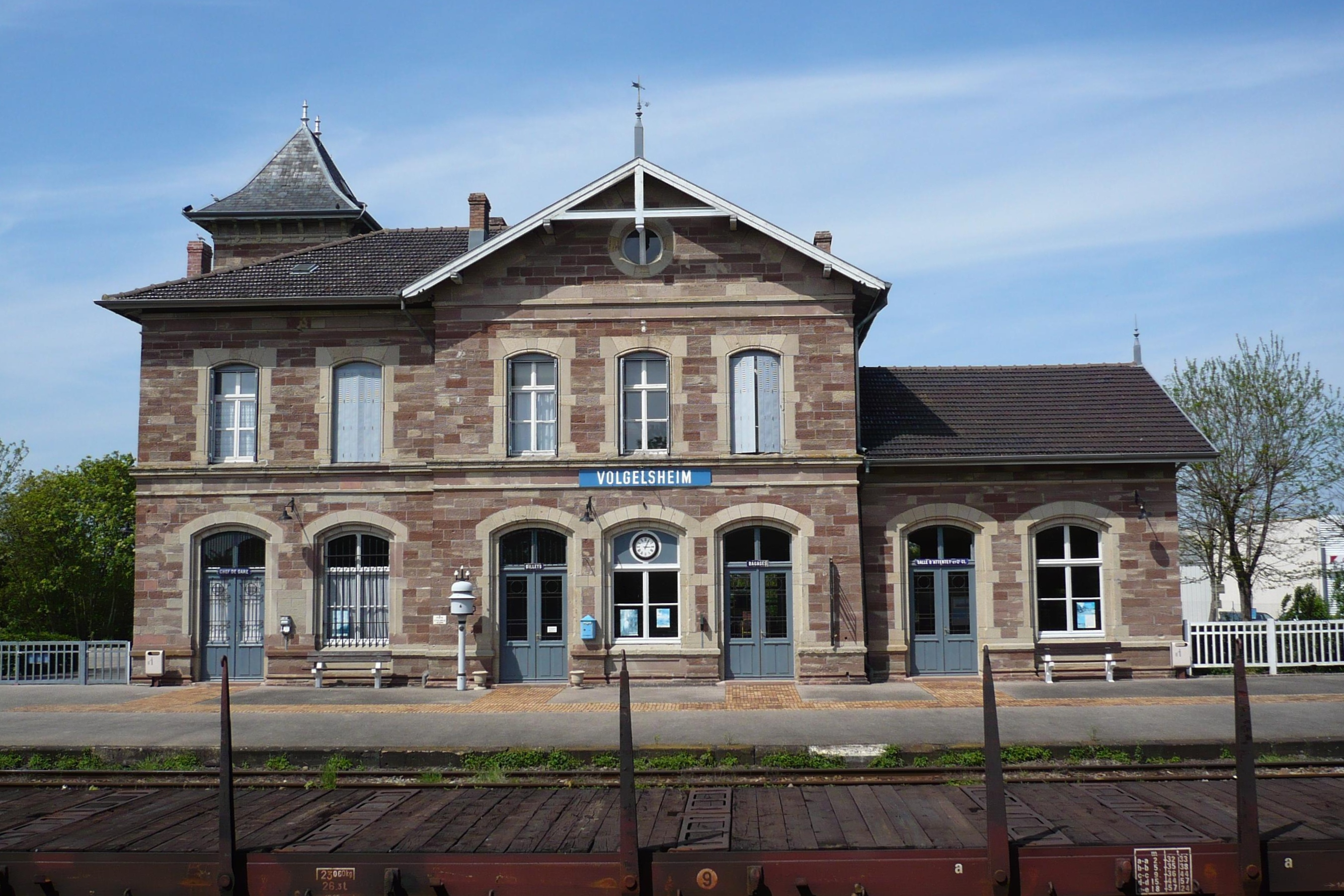
stazione ferroviaria